# McVicar (banda sonora)
McVicar es el cuarto álbum de estudio del músico británico Roger Daltrey, publicado por la compañía discográfica Polydor Records en junio de 1980, así como la banda sonora de la película homónima. El largometraje fue un biopic de John McVicar, un ladrón de bancos inglés, y fue producida por el propio Daltrey, que también interpretó el papel protagonista de la película. Fue también el álbum más exitoso del músico en los Estados Unidos hasta la fecha: alcanzó el puesto 22 en la lista Billboard 200, mientras que el sencillo «Without Your Love» llegó a la posición veinte de la lista Billboard Hot 100 y a la cuatro en Hot Adult Contemporary Tracks.

## Lista de canciones
| N.º | Título                                         | Duración |  |
| 1.  | «Bitter and Twisted» (Steve Swindells)         | 4:07     |  |
| 2.  | «Just a Dream Away» (Russ Ballard)             | 4:17     |  |
| 3.  | «Escape, Part One» (Jeff Wayne)                | 4:00     |  |
| 4.  | «White City Lights» (Billy Nicholls, Jon Lind) | 3:17     |  |
| 5.  | «Free Me» (Russ Ballard)                       | 3:59     |  |
| 6.  | «My Time Is Gonna Come» (Russ Ballard)         | 3:17     |  |
| 7.  | «Waiting for a Friend» (Billy Nicholls)        | 3:24     |  |
| 8.  | «Escape, Part Two» (Jeff Wayne)                | 4:00     |  |
| 9.  | «Without Your Love» (Billy Nicholls)           | 3:18     |  |
| 10. | «McVicar» (Billy Nicholls)                     | 2:50     |  |

## Personal
- Roger Daltrey: voz
- Kenney Jones: batería
- Dave Mattacks: batería
- Stuart Elliott: batería
- John Entwistle: bajo
- Herbie Flowers: bajo
- Dave Markee: bajo
- Ricky Hitchcock: guitarra
- Billy Nicholls: guitarra
- Pete Townshend: guitarra
- John "Rabbit" Bundrick: teclados
- Ken Freeman: teclados
- Jo Partridge: guitarra acústica, eléctrica y slide
- Frank Ricotti: percusión
- Tony Carr: percusión
- Ron Aspery: flauta

## Posición en listas
| País           | Lista           | Posición |
| -------------- | --------------- | -------- |
| Estados Unidos | Billboard 200   | 22       |
| Reino Unido    | UK Albums Chart | 39       |

| Sencillo            | País           | Lista                         | Posición |
| ------------------- | -------------- | ----------------------------- | -------- |
| «Without Your Love» | Estados Unidos | Billboard Hot 100             | 20       |
| «Without Your Love» | Estados Unidos | Hot Adult Contemporary Tracks | 4        |
| «Without Your Love» | Reino Unido    | UK Singles Chart              | 55       |
| «Free Me»           | Estados Unidos | Billboard Hot 100             | 53       |
| «Free Me»           | Reino Unido    | UK Singles Chart              | 39       |